# Campos Elíseos (mitología)

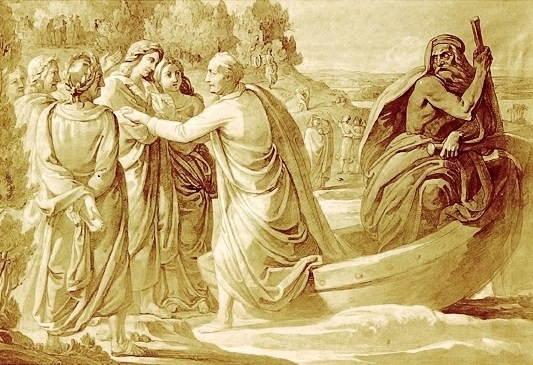
Llegada a los Campos Elíseos de Goethe por Franz Nadorp

En la mitología clásica y la Antigüedad se conocen como los Campos Elíseos, Campos Elisios o simplemente el Elíseo (en griego antiguo: Ἠλύσια πεδία, Ēlýsia pedía —‘campos o llanuras [alcanzados por los rayos] del sol’—) a una concepción del más allá que se desarrolló con el tiempo y fue mantenida por algunas sectas y cultos religiosos y filosóficos griegos. Inicialmente separado del reino de Hades, la admisión estaba reservada para los mortales relacionados con los dioses y otros héroes. Más tarde, se expandió para incluir a los elegidos por los dioses, los justos y los heroicos, donde permanecerían después de la muerte, para vivir una vida feliz y bendecida, y disfrutar de cualquier actividad que hubieran disfrutado en la vida.
Según la mitología, se decía que los dioses descansaban en estas praderas libres de pecado, maldad y deseos terrenales. En este lugar de paz no se conocía la muerte; pero, a pesar de la condición eterna de la estancia de las almas en los Campos Elíseos, algunos mitos incluyen la oportunidad de regresar al mundo de los vivos, cosa que no muchos hacían. Se decía que los únicos capaces de enviar a los mortales a estos campos eran los dioses, pero las leyes de los Campos Elíseos varían en distintos textos clásicos.

## Etimología
La etimología de la palabra griega ēlýsion es dudosa. Probablemente deriva de la evolución de la palabra que designaba al lugar o persona golpeado por el relámpago, el ἐνηλύσιον (enēlýsion). También se ha sugerido que pueda derivar del término egipcio iaru o ialu, que significa las cañas, con la referencia específica al cañaveral que formaba el Aaru o paraíso egipcio, una tierra de abundancia donde los muertos descansaban para toda la eternidad.
El término del idioma tagalo kaluwalhatian (‘gloria’) se asemeja en contenido al Elíseo, y en transliteración a términos del griego clásico del mismo entorno.

## Textos mitográficos
Dependiendo de la fuente estas paradisíacas tierras estaban bajo la supervisión de Radamantis o el gobierno de Cronos.  Los poetas griegos los ubicaban en el extremo del río Océano, en tanto que para los romanos se situaban en una región del inframundo. La Suda nos dice que Macaria era una hija de Hades y estaba relacionada con los ‘muertos bienaventurados’.  En cuanto a residentes célebres de los Campos Elíseos, se dice que allí habitaban Alcmena, Antíloco, Aquiles, Áyax Telamonio, Áyax Oilida, Cadmo, Diomedes, Euforión, Eurídice, Harmonía, Helena, Ifigenia, Lico, Medea, Memnón, Menelao Neoptólemo, Orfeo Patroclo, Penélope, Radamantis, Telégono y Telémaco. 

Dos pasajes de Homero, en particular, establecieron para los griegos la naturaleza de la vida después de la muerte: la aparición en sueños de Patroclo muerto en la Ilíada, y la más atrevida visita a la frontera en el canto XI de la Odisea. Las tradiciones griegas relacionadas con rituales funerales fueron reticentes; sin embargo, los ejemplos homéricos explican otras visitas heroicas, en el mito de los ciclos, centrado en torno a Heracles y Teseo. Los Campos Elíseos estaban, según Homero, ubicados en el borde occidental de la tierra junto a la corriente del Océano.
«Los dioses te enviarán a los Campos Elisios, al fin de las tierras, donde está Radamantis de blondo cabello y la vida se les hace a los hombres más dulce y feliz, pues no hay nieve ni es largo el invierno ni mucha la lluvia y el Océano les manda sin pausa los soplos sonoros de una brisa de poniente suave que anima y recrea».
En los poemas virgilianos se puede leer la descripción de la vida en el Elíseo. El poeta concibe una serena y apacible continuación de una feliz vida terrenal. Dice que Eneas, cumplido su labor con Proserpina, llega a una región de eterno gozo. Se trata del Elíseo, unas praderas verdecidas de sotos venturosos. Algunos bienaventurados se ejercitan en la palestra. Otros danzan en coros y entonan cánticos. Orfeo tañe su lira o pulsa su plectro de marfil. Estos campos están bañados de frescura y luminosidad. Y muchos son llevados allí después de pagar con duros castigos en el inframundo.
Los literatos posteriores intentaban ubicar al fabuloso Elíseo. Algunos no creían que se ubicara bajo la tierra sino en las esferas fijas, cerca del globo lunar. Otros creen que en Hispania o las Islas Afortunadas. Pudieran estar no lejos de las Columnas de Hércules, donde está la isla (sic.) de Cádiz, antes Cotinusa y cerca del río Betis. Los que fueron al encuentro de estas islas dicen que eran dos pequeñas islas divididas por el mar. Soplaba constatemente un viento suave y siempre olía bien, pues abundaban fragancias de rosas, violetas, jacintos, lirios, narcisos, mirtos, cipreses y laureles. No se percibe la vejez ni la enfermedad, solo existe la estación de la primavera y el único viento que sopla es el suave céfiro. Las sombras que allí habitan no tienen carne, ni huesos, ni nada que se pueda tocar, pero mantienen la apariencia de una eterna juventud. Platón dice que allí existe otro sol, no molesto como el nuestro, y otros astros.

## Otros ‘paraísos elíseos’
Relacionados con los Campos Elíseos, ora como ubicaciones diferentes, ora como extensiones del mismo concepto, se encuentran otros parajes de naturaleza similar. Allí descansan los héroes favorecidos por los dioses y las gentes de buen corazón. Se sitúan el extremo occidental de las aguas del río Océano, gozando perpetuamente de un clima suave. Puede tratarse de una sola isla, un archipiélago o una roca. Ante todo se percibe la luminosidad: están bañados por los rayos del sol o destacan por su blancura. Dada la laxitud para concretar estas ubicaciones se tiene en consideración que los poetas se estarían refiriendo, en último caso, al Elíseo. Compárense estas tierras paradisíacas con las aguas y los parajes del Erídano de Virgilio o el Eunoé de Dante.

### Islas de los Afortunados
En la época del poeta griego Hesíodo, los Campos Elíseos también eran conocidos como las ‘Islas Afortunadas’, o las ‘Islas de los Bienaventurados’ (μακάρων νῆσοι, makárōn nḗsoi), ubicadas en el océano occidental en el fin de la tierra. 
«A los otros el padre Zeus Crónida determinó concederles vida y residencia lejos de los hombres, hacia los confines de la tierra. Estos viven con un corazón exento de dolores en las Islas de los Afortunados, junto al Océano de profundas corrientes, héroes felices a los que el campo fértil les produce frutos que germinan tres a veces al año, dulces como la miel, lejos de los inmortales; entre ellos reina Cronos».

### Isla de los Bienaventurados
Las Islas de los Benditos serían reducidas a una sola isla por el poeta tebano Píndaro, describiéndolas como si tuvieran parques sombreados, con residentes que se entregaban a pasatiempos deportivos y musicales.
«En iguales noches siempre, y en iguales días gozando del sol, los justos reciben menos dolorosa existencia [...]. Cuantos osaron, en cambio, morando tres veces en uno y otro lado, mantener por entero su alma alejada de injusticia, recorren el camino de Zeus hasta la torre de Crono. Allí con sus sóplos las brisas oceánicas envuelven la Isla de los Bienaventurados; [...] según la justa decisión de Radamanto, a quien tiene como asesor suyo dispuesto el gran padre Crono».

### La isla Leuca
Aquilea, Leuca o Leuce, «la resplandeciente», es el nombre de la Isla Blanca o isla de las Serpientes, en el Ponto Euxino, al este de la desembocadura del Danubio. Se dice que Tetis, llegando con las Musas y las Nereidas, entonó un llanto por la muerte de su hijo Aquiles. Después de eso, tras arrebatar a su hijo de la pira, se lo llevó a la isla Leuca (Λευκό-νῆσος).  La muerte de Aquiles llenó de costernación al ejército. Lo enterraron con Patroclo en la isla Leuca, mezclando los huesos de ambos. Se dice que después de muerto, Aquiles habitó con Medea en las Islas de los Bienaventurados.  Compárese con Leuce, una oceánide que habitaba en el inframundo.

## Renacimiento
En París, los Campos Elíseos conservan su nombre, aplicado por primera vez a finales del siglo XVI, a unos campos anteriormente rurales más allá de los jardines del parterre detrás del Palacio de las Tullerías. 